# Jassidophaga beatricis
Jassidophaga beatricis är en tvåvingeart som först beskrevs av Ernest F. Coe 1966.  Jassidophaga beatricis ingår i släktet Jassidophaga och familjen ögonflugor. Inga underarter finns listade i Catalogue of Life.